# Ericeia occidua
Ericeia occidua là một loài bướm đêm trong họ Erebidae.